# Edward Wilson
Edward Wilson (n. 23 iulie 1872, Cheltenham, Anglia, Regatul Unit al Marii Britanii și Irlandei – d. 29 martie 1912, Bariera de Gheață Ross⁠(d), regiune acoperită de Tratatul asupra Antarcticii⁠(d)) a fost un fizician, explorator polar, istoric natural, pictor și ornitolog englez.